# Luc Alphand Aventures

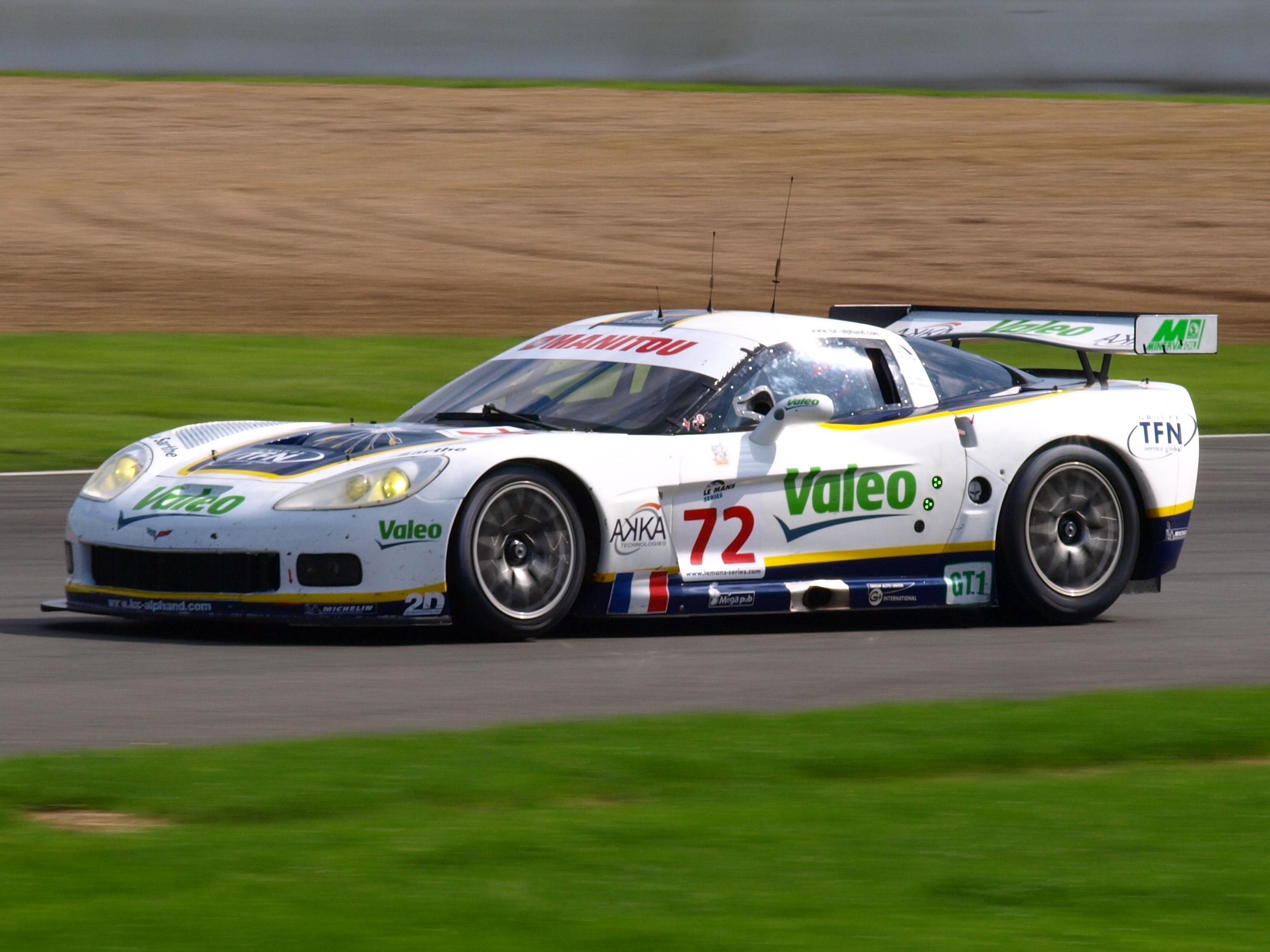
La Corvette C6-R N°72

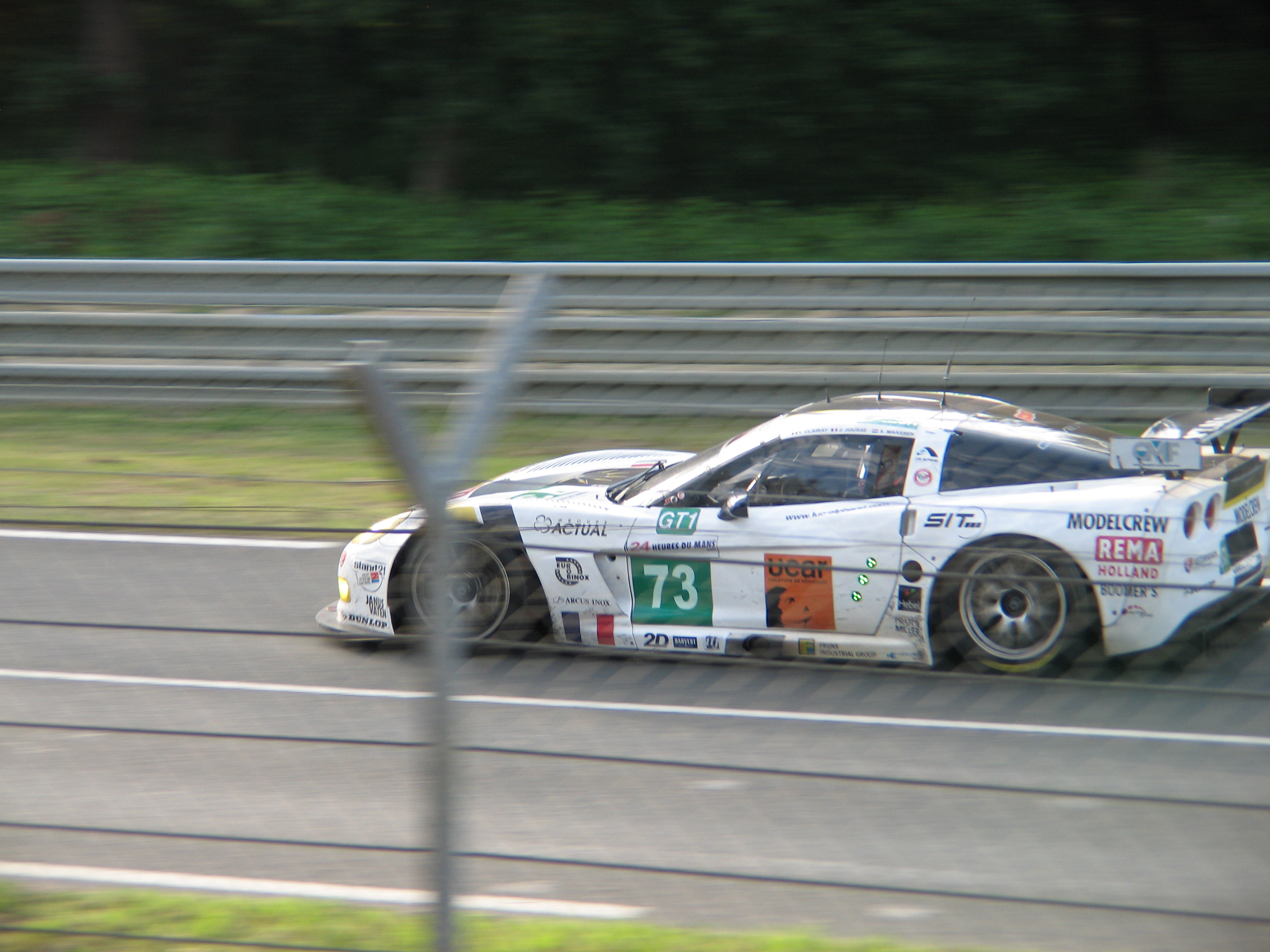
La Corvette C6-R N°73

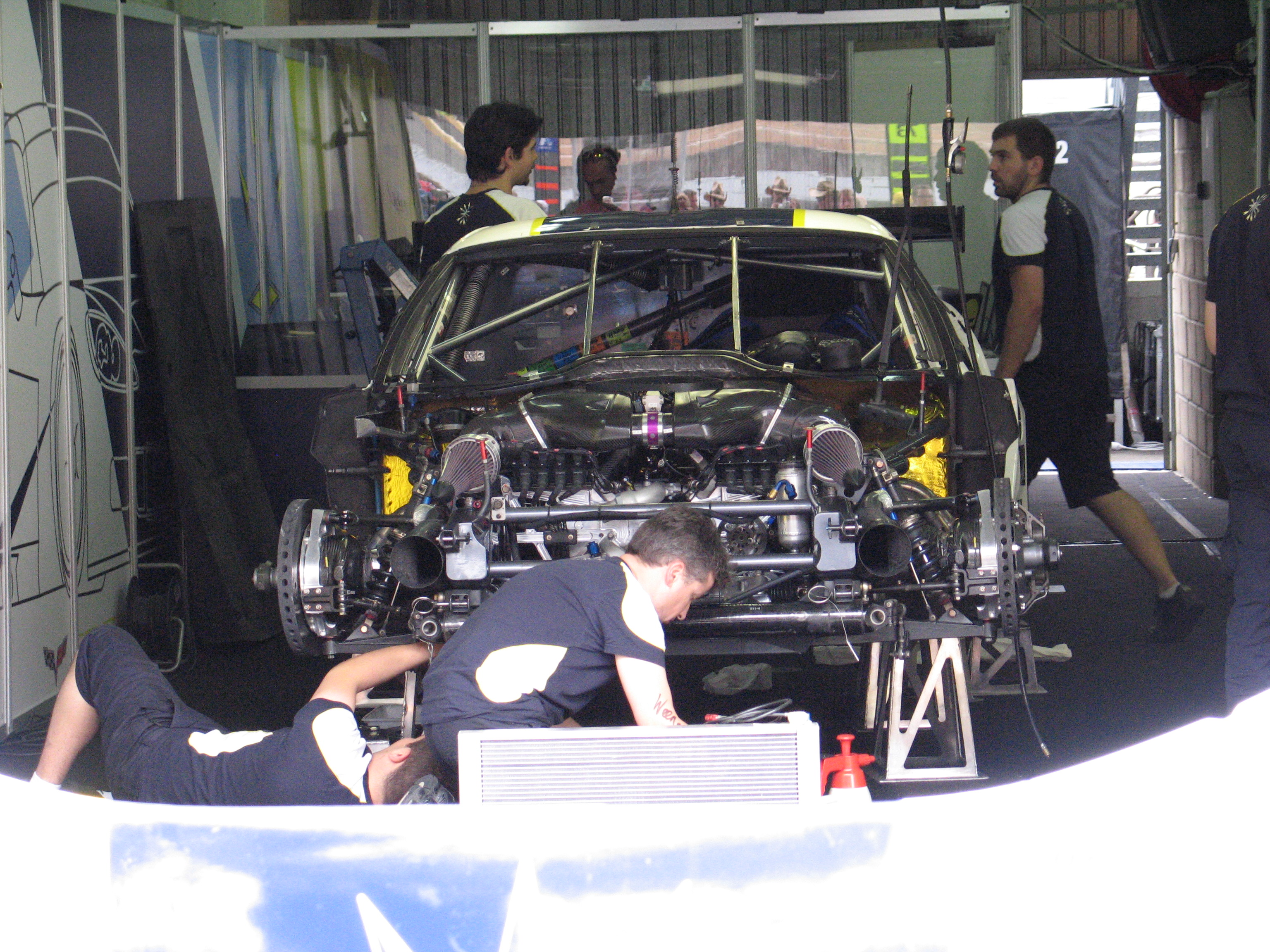
Le Mans 2009

Luc Alphand Aventures est une écurie automobile française Fondée par Luc Alphand

## Palmarès
Victoires
| Date          | Championnat    | Epreuve               | Pilotes                    | Catégorie |
| ------------- | -------------- | --------------------- | -------------------------- | --------- |
| 15 avril 2007 | Le Mans Series | 1 000 km de Monza     | Alphand-Policand-Goueslard | LMGT1     |
| 6 avril 2008  | Le Mans Series | 1 000 km de Catalogne | Alphand-Moreau-Goueslard   | LMGT1     |
| 11 mai 2008   | Le Mans Series | 1 000 km de Spa       | Beretta-Moreau-Goueslard   | LMGT1     |
| 10 mai 2009   | Le Mans Series | 1 000 km de Spa       | Alphand-Clairay-Goueslard  | LMGT1     |
| 12 avril 2009 | FFSA GT        | Nogaro                | Ayari-Hernandez            | GT1       |
| 13 avril 2009 | Le Mans Series | 1 000 km de l'Algarve | Jousse-Clairay-Goueslard   | LMGT1     |

Titres
- Champion de Le Mans Series, catégorie LMGT1, en 2008
- Champion de Le Mans Series, catégorie LMGT1, en 2009